# 藤原義江のふるさと
『藤原義江のふるさと』（ふじわらよしえのふるさと）は、1930年（昭和5年）製作・公開、溝口健二監督による日本の長篇劇映画である。「日活第1回トーキー映画」と銘打って宣伝、製作されたが、完全なトーキーではなくサイレント部分の混在する「パートトーキー」作品であった。単に『ふるさと』の題でも知られ、公開時のポスター、および後年の文献では後者で紹介される。

## 略歴・概要

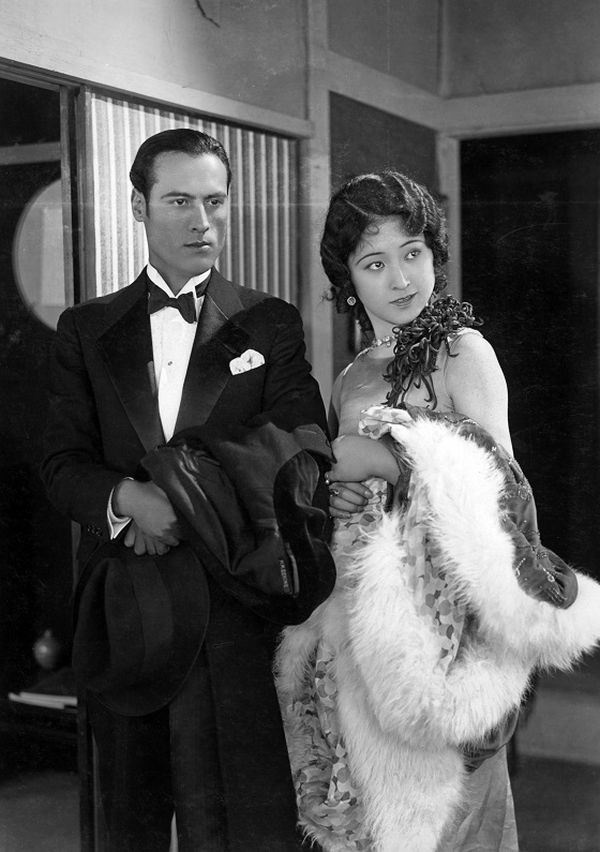
左から藤原義江、浜口富士子

前年1929年（昭和4年）に大将軍から太秦へ移転した日活太秦撮影所で、『朝日は輝く』や大ヒットした歌謡映画『東京行進曲』、『都会交響楽』といったサイレントの現代劇・傾向映画を手がけて来た溝口健二が、関東大震災前の浅草オペラのスターであった藤原義江を主演に迎えた作品である。藤原は本作が映画出演・初主演であった。
同撮影所は、このトーキー第1作の製作に当たり、皆川芳造が開発したミナ・トーキーを採用、発声映画社と提携製作を行った。「吾等のテナー」こと藤原の歌声を映画館に響かせることを主眼に置いた映画であったが、技術的に拙く雑音が多く、失敗作とされる。本作は、同年3月14日、東京・浅草公園六区の富士館をフラッグシップに全国で公開された。
現在、上映用プリントを東京国立近代美術館フィルムセンターが所蔵しているが、現存する同プリントの上映時間は「86分」と10巻ものとしては短い。2006年（平成18年）に同センターが開催した「没後50年 溝口健二再発見」では、通常のフィルムの回転数を変え「1秒21コマ」の速度で上映した。

## スタッフ・作品データ
- 監督 : 溝口健二
- 原作 : 森岩雄
- 脚色 : 如月敏
- 演出台本 : 畑本秋一、小林正

- 撮影 : 横田達之、峰尾芳男
- 補助 : 中山良雄

- 音響効果 : 成生利男[3]、浦島義勝
- トーキー技術 : 峰尾芳男
- ピアノ : マキシム・シャピロ、前田璣
- 伴奏指揮 : 田中豊明

- 装置 : 榎本寅蔵、北猛夫
- スクリプター : 坂根田鶴子、小林勝
- 普通写真 : 青山虎雄
- タイトル : 小栗美二
- 助監督 : 安積幸二

- 製作 : 日活太秦撮影所、発声映画社[3]
- 上映時間（巻数 / メートル） : 107分（10巻 / 2,933メートル） - 現存86分
- フォーマット : 白黒映画 - スタンダードサイズ（1.33:1） - トーキー（パートトーキー）
- 初回興行 : 浅草・富士館 / 神田・神田日活館 / 上野・上野日活館 / 麻布・麻布日活館

## キャスト
- 藤原義江 - 藤村義夫
- 夏川静江 - その妻・あや子
- 小杉勇 - 藤村の友人・樋口
- 土井平太郎 - マネージャー・服部文三
- 村田宏寿 - 佐藤操
- 田村邦男 - ボーイ三吉
- 浜口富士子 - 大村夏枝
- 入江たか子 - 女工
- 津守精一 - 院長
- 北原夏江 - 看護婦
- 佐久間妙子 - 貴婦人
- 小西節子 - 船中の女
- 津島ルイ子 - 船中の女
- 大野求 - アナウンサー
- 伊藤和夫 - 書記
- マキシム・シャピロ - ピアノ伴奏
- リディア・シャピロ - ピアノ伴奏

## 註
1. 1 2 3 4  藤原義江のふるさと、東京国立近代美術館フィルムセンター、2010年2月13日閲覧。
2. 1 2 3 4  『活辯時代』、御園京平、岩波書店、1990年3月刊 ISBN 4002600211, p.123.
3. 1 2 3 4 5 6 7  『日本映画発達史 II 無声からトーキーへ』、田中純一郎、中公文庫、1976年1月 ISBN 4122002966, p.153-154.
4. ↑  ある映画監督の生涯 溝口健二の記録、日本映画データベース、2010年2月13日閲覧。
5. ↑  『日本映画発達史 II 無声からトーキーへ』、p.152.
6. ↑  藤原義江、日本映画データベース、2010年2月13日閲覧。
7. 1 2  没後50年 溝口健二再発見 藤原義江のふるさと、東京国立近代美術館フィルムセンター、2010年2月13日閲覧。
8. ↑  藤原義江のふるさと、日本映画データベース、2010年2月13日閲覧。